# Daniel Riley
Daniel Andres Riley Granberg, född 17 februari 1991 i Ljungarums församling i Jönköping, är en svensk kameraman och youtubare.
Han tog emot pris som Årets Fotograf 2015 efter att ha stått bakom kameran vid inspelning av bland annat Melodifestivalen, Idol, Svenska Hollywoodfruar och Nyhetsmorgon. Riley arbetade tidigare som kameraman för Jocke & Jonna och han har Youtube-kanalen Kapten Riley med över 200 000 prenumeranter där han publicerar vloggar. Hösten 2020 deltog Riley i Fångarna på fortet på TV4.

## Privatliv
En uppmärksammad händelse var då hans yngre bror avled och donerade sju av sina organ till sju dödssjuka människor, vilket Riley även själv rapporterat om i ett videoklipp på sin Youtube-kanal.

## Priser och utmärkelser
Riley tog emot pris för Årets Fotograf vid Riagalan 2015.